# Luke Babbitt
Pour les articles homonymes, voir Babbitt.
Luke Robert Babbitt (né le 20 juin 1989 à Cincinnati dans l'Ohio) est un joueur américain de basket-ball, évoluant au poste d'ailier.

## Carrière
Luke Babbitt est sélectionné en 16e position de la draft 2010 par les Timberwolves du Minnesota. Ses droits sont cédés le soir même aux Trail Blazers de Portland avec Ryan Gomes contre Martell Webster. Le 6 juillet 2010, il signe son contrat rookie avec eux. Le 8 décembre, la franchise de Portland décide de le faire évoluer avec son équipe de D-League, le Stampede de l'Idaho puis il est rappelé dix jours après. Il dispute finalement dix rencontres avec cette équipe sur la saison, pour des statistiques de 20,1 et 7,4 rebonds. Sa première saison NBA se termine avec 24 matchs disputés, pour des moyennes de 1,5 point, 1 rebond en 5,7 minutes.
En août 2013, alors agent libre, il signe avec le club russe de BK Nijni Novgorod afin d'obtenir un temps de jeu conséquent, ce qui doit lui permettre d'acquérir de l'expérience afin de retourner dans de meilleures conditions en NBA. En février, alors qu'il présente des statistiques de 13,3 points et 3,7 rebonds, il met un terme à son contrat avec Novgorod. Initialement dans l'impossibilité de rejouer, le club russe refusant de signer une lettre de sortie, il parvient à signer un contrat avec les Pelicans de La Nouvelle-Orléans, cette franchise se mettant d'accord avec le club russe.
Le 9 juillet 2015, il resigne aux Pelicans pour deux ans et 2,5 millions de dollars.
Le 11 juillet 2016, il est transféré au Heat de Miami contre un second tour de draft protégé 2018 et de l’argent.
Le 4 août 2017, il signe chez les Hawks d'Atlanta un contrat d'1,9 million de dollars sur un an.

## Records sur une rencontre en NBA
Les records personnels de Luke Babbitt, officiellement recensés par la NBA sont les suivants :
| Type de statistique        | Saison régulière | Saison régulière                             | Saison régulière             |
| Type de statistique        | Record           | Adversaire                                   | Date                         |
| -------------------------- | ---------------- | -------------------------------------------- | ---------------------------- |
| Points                     | 24               | @ Rockets de Houston                         | 12 avril 2014                |
| Paniers marqués            | 10               | Heat de Miami                                | 22 mars 2016                 |
| Paniers tentés             | 25               | Nuggets de Denver                            | 31 mars 2016                 |
| Paniers à 3 points réussis | 4                | 15 fois                                      |                              |
| Paniers à 3 points tentés  | 10               | @ Warriors de Golden State                   | 11 janvier 2013              |
| Lancers francs réussis     | 5                | Clippers de Los Angeles                      | 20 mars 2016                 |
| Lancers francs tentés      | 6                | @ Celtics de Boston                          | 6 avril 2016                 |
| Rebonds offensifs          | 4                | Jazz de l'Utah Bulls de Chicago              | 9 février 2015 11 avril 2016 |
| Rebonds défensifs          | 8                | 7 fois                                       |                              |
| Rebonds totaux             | 11               | @ Warriors de Golden State                   | 13 avril 2011                |
| Passes décisives           | 5                | @ Thunder d'Oklahoma City Raptors de Toronto | 11 avril 2014 26 mars 2016   |
| Interceptions              | 2                | 12 fois                                      |                              |
| Contres                    | 3                | @ Raptors de Toronto                         | 10 février 2014              |
| Balles perdues             | 3                | 6 fois                                       |                              |
| Minutes jouées             | 42               | @ Cavaliers de Cleveland                     | 5 novembre 2017              |

Double-double : 2 (au 04/12/2017)
- Triple-double : aucun.

## Salaires
| Année     | Equipe          | Salaire     |
| --------- | --------------- | ----------- |
| 2017-2018 | Hawks d'Atlanta | 1 471 382 $ |